# روبييرا
روبييرا (بالإيطالية: Rubiera)‏ هي بلدية في مقاطعة ريدجو إميليا في إقليم إميليا رومانيا الإيطالي.

## السكان
في سنة 1861 بلغ عدد السكان 3٬518 نسمة، وتطور العدد ليصل في سنة 2011 لـ 14٬421 نسمة.
يظهر هذا المخطط البياني تطور النمو السكاني لـ روبييرا